# Maxwell (Nebraska)
Maxwell è un comune degli Stati Uniti d'America, situato nello Stato del Nebraska, nella contea di Lincoln.